# Амвросій (Гудко)
Амвро́сій (в миру Василь Іванович Гудко́; 28 грудня 1867 (9 січня 1868), Тишовце, Люблінська губернія — 27 липня (9 серпня) 1919, станція Тюрлема) — український та російський релігійний діяч, єпископ Кременецький (1904—1909 рр.), Балтський (1909—1914 рр.) та Сарапульський (1914—1919 рр.).

## Життєпис
Закінчив Холмську духовну семінарію, потім — духовну академію в Санкт-Петербургу в 1893 році, служив у різних монастирях, місіях та училищах. 
1901—1904 рр. — ректор Волинської духовної семінарії. 
30 травня 1904 р. у Житомирському кафедральному соборі висвячений на єпископа Кременецького, в 1909—1914 роках єпископ Балтський. Виголошував проповіді українською мовою, що в РПЦ було заборонено.
1914 року переведений на кафедральне єпископство Сарапульське. Ініціатор введення загальнонародного церковного співання. Творець повітових братств тверезості, шкільних гуртків тверезості. Намагався також протидіяти соціалістичній пропаганді і діяльності перших релігійних гуртків євангелістів, баптистів та інших. Влітку 1917 року звільнений і переведений на посаду настоятеля монастиря міста Свіязьк. Навесні 1918 року був під судом революційного трибуналу.
Страчений без суду азінцями 1919 року. Канонізований у 1999 році.